# Coleocephalocereus
Coleocephalocereus är ett släkte av kaktusväxter. Coleocephalocereus ingår i familjen kaktusväxter.
Kladogram enligt Catalogue of Life:
| Coleocephalocereus | \| \| Coleocephalocereus aureus \| \| \| \| \| \| Coleocephalocereus braunii \| \| \| \| \| \| Coleocephalocereus buxbaumianus \| \| \| \| \| \| Coleocephalocereus diersianus \| \| \| \| \| \| Coleocephalocereus fluminensis \| \| \| \| \| \| Coleocephalocereus goebelianus \| \| \| \| \| \| Coleocephalocereus pluricostatus \| \| \| \| \| \| Coleocephalocereus purpureus \| \| \| \| |
|                    | \| \| Coleocephalocereus aureus \| \| \| \| \| \| Coleocephalocereus braunii \| \| \| \| \| \| Coleocephalocereus buxbaumianus \| \| \| \| \| \| Coleocephalocereus diersianus \| \| \| \| \| \| Coleocephalocereus fluminensis \| \| \| \| \| \| Coleocephalocereus goebelianus \| \| \| \| \| \| Coleocephalocereus pluricostatus \| \| \| \| \| \| Coleocephalocereus purpureus \| \| \| \| |
|                    | Coleocephalocereus aureus |
|                    | |
|                    | Coleocephalocereus braunii |
|                    | |
|                    | Coleocephalocereus buxbaumianus |
|                    | |
|                    | Coleocephalocereus diersianus |
|                    | |
|                    | Coleocephalocereus fluminensis |
|                    | |
|                    | Coleocephalocereus goebelianus |
|                    | |
|                    | Coleocephalocereus pluricostatus |
|                    | |
|                    | Coleocephalocereus purpureus |
|                    | |

## Bildgalleri

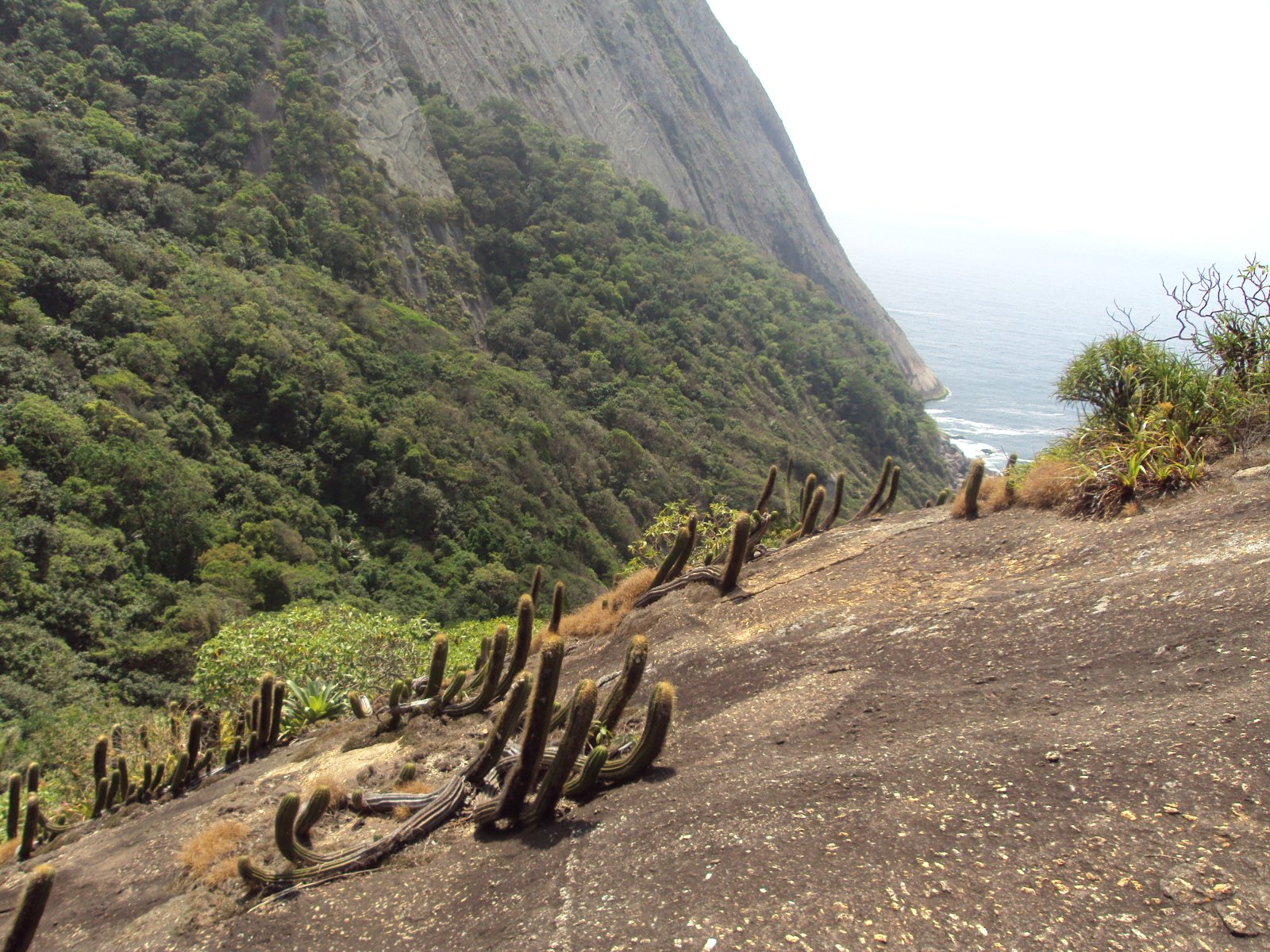